# Janel Parrish
Janel Meilani Parrish (Oahu, Hawái; 30 de octubre de 1988) es una actriz estadounidense, más conocida por interpretar a Mona Vanderwaal en la serie de drama y misterio de Freeform Pretty Little Liars. También es conocida por interpretar a la joven Cosette en la producción de Broadway Les Misérables (1996), y a Jade en la película de comedia para adolescente Bratz (2007).

## Primeros años
Parrish nació en Honolulu, Hawái, de Joanne (née Mew), de ascendencia china, y Mark Phillip Parrish, con ascendencia europea. Ella tiene una hermana, Melissa Nohelani, que es ocho años mayor y sirvió en el ejército de los Estados Unidos. Sus padres fueron fisicoculturistas, y su madre trabajó para un club de salud de Honolulu.
A los seis años, Parrish vio una producción de  El Fantasma de la Ópera en el Neal S. Blaisdell Center y se enamoró de la idea de actuar. Comenzó a tocar el piano, y en un año también estudió actuación, canto, tap y jazz. Ella participó en varios concursos de talentos y se hizo muy conocida entre los residentes locales de Oahu. A los 14 años, apareció en la versión de 2003 de Star Search, interpretando la canción "On My Own" de Les Misérables. Asistió a Moanalua Elementary School, y Moanalua High School en su primer año. Parrish vivió en Kaneohe, Hawái hasta la edad de 14 años, cuando ella y su familia se mudaron a Burbank, Los Ángeles para poder seguir una carrera en la industria del entretenimiento. Parrish fue educada en su hogar para acomodar su horario de trabajo.

## Carrera

### Actuación
Parrish alcanzó la fama en Hawái como ganadora de concursos de talentos locales. Comenzó su carrera como actriz profesional cuando fue elegida como "joven Cosette" en la Sociedad Nacional de Touring Les Misérables, y más tarde interpretó a "Cosette Young" en la producción de Broadway, papel que mostró tanto su capacidad de actuación como de canto. Posteriormente apareció en varias producciones de teatro de la comunidad en Hawái con papeles como el de "Scout" en el avivamiento Manoa Valley Theatre de Matar a un ruiseñor en 1998.
Parrish consiguió su primer trabajo fuera del escenario actuando en un papel de menor importancia en 1999 de cuatro partes en la miniserie Demasiado rico: La vida secreta de Doris Duke. Poco después, apareció en dos episodios de Baywatch como una niña llamada Hina. En 2000, fue escogida por Disney para la película de televisión con personajes reales basada en Pinocho, titulada Geppetto. Más tarde apareció como el personaje de Vanessa en la serie de corta duración Los O'Keefes, así como en varias series y películas de televisión en el canal Disney Channel. Junto con apariciones en The Bernie Mac Show, Zoey 101 y The O.C.. Protagonizó en Bratz: La Película como uno de los personajes principales, Jade, siendo su primer papel en una película para cines, así como su primer papel protagonista. También consiguió un papel recurrente en la exitosa Serie de NBC Heroes.
Parrish apareció recurrentemente como Mona Vanderwall en la serie de ABC Family Pretty Little Liars, basada en la serie de libros de Sara Shepard. En marzo de 2012, Parrish fue ascendida a personaje regular de la serie en la tercera temporada. Parrish regresó a sus raíces teatrales en la etapa durante la presentación de la productora Over the Moon de una producción íntima del musical de Broadway ganador del premio Tony: Spring Awakening, con el personaje de Anna, y siendo, además, la sustituta de Lindsay Pearce, exconcursante de The Glee Project como Wendla.

### Música
Parrish comenzó a tocar el piano a los seis años. A los 14 años, el 3 de enero de 2003, apareció en la nueva versión de 2003 de Star Search, interpretando la canción "On My Own". Los jueces fueron Naomi Judd, Ben Stein, Carol Leifer, y Jack Osbourne. Stein comentó "Tiene mucho talento, pero no llega a tener el rango superior", dando cuatro estrellas, junto a Osbourne que simplemente definió su interpretación como "bueno", y también le dio cuatro estrellas. Leifer comentó que tenía una "gran voz de Broadway", dando tres estrellas. Por último, Judd fue el menos generoso, afirmando que "tiene un futuro en los musicales, pero tiene gran trabajo que hacer. Necesita más práctica" y dando dos estrellas. Parrish fue eliminada después de esta actuación a favor de la competencia Tiffany Evans que recibió una puntuación perfecta de cinco estrellas de los cuatro jueces.
En 2007, Parrish firmó para el sello Geffen Records para producir su primer álbum de estudio. Su primer sencillo, "Rainy Day", escrito por ella, junto con su video musical, fue lanzado el 7 de julio de 2007, y también apareció en la Bratz Motion Picture Soundtrack. También hace una breve aparición en el videoclip de Prima J "Rockstar", que está también en la banda sonora. También hizo una aparición en el vídeo musical de NLT's "She Said, I Said" añadiendo, además, su voz de fondo para la canción.

## Vida personal
Parrish comenzó a salir con Chris Long en septiembre de 2016, y se comprometieron el 23 de octubre de 2017. Se casaron el 8 de septiembre de 2018.

## Filmografía
| Cine       | Cine                                           | Cine                        | Cine                                                                                          |
| Año        | Título                                         | Rol                         | Notas                                                                                         |
| ---------- | ---------------------------------------------- | --------------------------- | --------------------------------------------------------------------------------------------- |
| 2007       | Bratz                                          | Jade                        |                                                                                               |
| 2009       | Fired Up!                                      | Lana                        |                                                                                               |
| 2009       | April Showers                                  | Vicki                       |                                                                                               |
| 2010       | Triple Dog                                     | Cecily Gerber               |                                                                                               |
| 2011       | One Kine Day                                   | Leilani                     |                                                                                               |
| 2011       | 4 Wedding Planners                             | Hoku Wolf                   |                                                                                               |
| 2012       | Celeste and Jesse Forever                      | Savannah                    |                                                                                               |
| 2013       | To Those Nights                                | Audrey                      | Cortometraje                                                                                  |
| 2013       | Something Wicked                               | Ronnie                      | Cortometraje                                                                                  |
| 2017       | Until We Meet Again                            | Lisa Wagner                 |                                                                                               |
| 2018       | A todos los chicos de los que me enamoré       | Margot Covey                |                                                                                               |
| 2018       | Alguien te espía                               | Kate Riley                  |                                                                                               |
| 2018       | Hell Is Where the Home Is                      | Estelle                     |                                                                                               |
| 2018       | Tiger                                          | Charlotte                   |                                                                                               |
| 2020       | A todos los chicos: P.D. Todavía te quiero     | Margot Covey                |                                                                                               |
| 2020       | Juntos otra vez                                | Gina Jackson                |                                                                                               |
| 2020       | Until We Meet Again                            | Lisa Wagner                 |                                                                                               |
| 2021       | A todos los chicos: Para siempre               | Margot Covey                |                                                                                               |
| 2021       | The Fight Before Christmas                     | Brandy Barnes               |                                                                                               |
| Televisión |                                                |                             |                                                                                               |
| Año        | Título                                         | Rol                         | Notas                                                                                         |
| 1999       | Baywatch                                       | Hina                        | 2 episodios                                                                                   |
| 2000       | Geppetto                                       | Natalie                     | Película para televisión                                                                      |
| 2003       | The O'Keefes                                   | Vanessa                     | Episodio: «Party»                                                                             |
| 2004       | The Bernie Mac Show                            | Laura                       | Episodio: «Being Bernie Mac»                                                                  |
| 2006       | Zoey 101                                       | Sara                        | Episodio: «The Silver Hammer Society»                                                         |
| 2006       | The O.C.                                       | Leah                        | Episodio: «The Summer Bummer»                                                                 |
| 2007–2008  | Heroes                                         | May                         | 4 episodios                                                                                   |
| 2009       | True Jackson, VP                               | Kyla                        | Episodio: «Flirting with Fame»                                                                |
| 2013       | Pretty Little Liars: A Liars Guide to Rosewood | Mona Vanderwaal (narradora) | Especial de televisión                                                                        |
| 2013       | Hawaii Five-0                                  | Rebecca Fine                | Episodio: «Kapu»                                                                              |
| 2014       | Drop Dead Diva                                 | Chelsea Putnam              | Episodio: «Cheers & Jeers»                                                                    |
| 2014       | Dancing with the Stars                         | Ella misma / Concursante    |                                                                                               |
| 2014       | High School Possession                         | Lauren Brady                | Película para televisión                                                                      |
| 2015       | The Mysteries of Laura                         | Jillian Havemeyer           | Episodio: «The Mystery of the Crooked Clubber»                                                |
| 2016       | Rush Hour                                      | Nina Taylor                 | Episodio: «Wind Beneath My Wingman»                                                           |
| 2010–2017  | Pretty Little Liars                            | Mona Vanderwaal             | Papel recurrente, 26 episodios (temporada 1–2) Elenco principal, 66 episodios (temporada 3–7) |
| 2017       | Rosewood                                       | Selena Monet                | Episodio: «Mummies & Meltdowns»                                                               |
| 2019       | Pretty Little Liars: The Perfectionists        | Mona Vanderwaal             | Elenco principal, 10 episodios                                                                |
| 2020-2021  | Magnum                                         | Maleah                      | 2 episodios                                                                                   |
| 2021       | Aftershock                                     | Layla Hua Masters           | Podcast Series, 7 episodios                                                                   |

## Premios y nominaciones
| Año  | Premiación         | Categoría                           | Trabajo               | Resultado | Ref    |
| ---- | ------------------ | ----------------------------------- | --------------------- | --------- | ------ |
| 1999 | Po'okela Awards    | Leading Female in a Play            | To Kill a Mockingbird | Nom       | [ 16 ] |
| 2000 | Po'okela Awards    | Leading Female in a Musical         | Here's Love           | Nom       | [ 17 ] |
| 2002 | Po'okela Awards    | Leading Female in a Musical         | On Dragonfly Wings    | Nom       | [ 18 ] |
| 2012 | Teen Choice Awards | Choice TV – Villain                 | Pretty Little Liars   | Ganadora  | [ 19 ] |
| 2013 | Teen Choice Awards | Choice TV – Villain                 | Pretty Little Liars   | Ganadora  | [ 20 ] |
| 2013 | TV Guide Awards    | Favorite Villain (con Keegan Allen) | Pretty Little Liars   | Nom       | [ 21 ] |
| 2014 | Teen Choice Awards | Choice TV – Villain                 | Pretty Little Liars   | Nom       | [ 22 ] |
| 2016 | Teen Choice Awards | Choice TV – Villain                 | Pretty Little Liars   | Ganadora  | [ 23 ] |
| 2017 | Teen Choice Awards | Choice TV – Villain                 | Pretty Little Liars   | Ganadora  | [ 24 ] |